# Nichtreduzierbare Komplexität
Nichtreduzierbare Komplexität (oder irreduzible Komplexität) ist ein von Michael Behe benanntes Konzept, mit dem er versucht, Intelligent Design zu stützen. Er definiert ein irreduzibel komplexes System als „ein einzelnes System, das aus mehreren zusammenpassenden und zusammenwirkenden Teilen besteht, die zur Grundfunktion beitragen, wobei das Entfernen irgendeines der Teile bewirkt, dass das System effektiv zu funktionieren aufhört.“ Mithilfe dieses Konzepts stellt er die Behauptung auf, dass die Theorie, dass das Leben sich durch biologische Evolution entwickelt hat, unvollständig und unzureichend sei und dass der Eingriff eines intelligenten Designers notwendig sei, um die Entstehung der Konstruktionen und Stoffwechselsysteme der Lebewesen zu erklären.
Er behauptet:
„Ein nichtreduzierbar komplexes System kann nicht auf direktem Weg (d. h. durch fortgesetztes Verbessern einer und derselben Ausgangsfunktion, die durch denselben Mechanismus weiter arbeitet) durch leichte aufeinanderfolgende Änderungen von weniger komplexen Vorläufersystems erzeugt werden, weil jeder Vorläufer zu einem nichtreduzierbar komplexen System, an dem ein Teil fehlt, per Definition funktionsunfähig ist.“

## Verbreitung durch Michael Behe
Das Konzept wurde vom Mitglied des christlich-konservativen Discovery Institute und Biochemiker Michael Behe in seinem Buch Darwin's Black Box (1996) populär gemacht. Darin argumentiert er, dass es biologische Systeme gibt, die in seinen Augen irreduzibel komplex sind, und versucht damit, Intelligent Design zu stützen.
Das Konzept wird von der Wissenschaftsgemeinde ignoriert oder zurückgewiesen, da es vom Argumentum ad ignorantiam Gebrauch macht und da Behe keine überprüfbaren Hypothesen aufstellt, die im Konflikt zur Evolutionstheorie stehen. Daher wird die irreduzible Komplexität von Wissenschaftstheoretikern als Beispiel für kreationistische Pseudowissenschaft angesehen, bei der Gott eine Lückenbüßerrolle (God of the gaps) zukommt. 2001 musste Michael Behe einräumen, dass seine Arbeit einen Fehler enthält und das Wirken der natürlichen Selektion übergeht.

## Juristische Auseinandersetzungen
Im Fall Kitzmiller v. Dover Area School District (2005) schwor Behe unter Eid, dass sein Komplexitätskonzept die Evolutionsmechanismen nicht ausschließe und dass es keine von Gutachtern gegengeprüften Artikel in einem unabhängigen Fachjournal gegeben habe; dadurch werde seine Argumentation gestützt, dass bestimmte komplexe Molekularstrukturen 'irreduzibel komplex' seien. Im Ergebnis schloss das Gericht, dass Intelligent Design keine Wissenschaft, sondern im Wesentlichen religiöser Natur sei. Im Rahmen der Gerichtsverhandlung wurde Behes Behauptungen von Ken Miller entschieden widersprochen. Er zeigte, dass zu Systemen, die Behe für irreduzibel komplex hält, in der Natur auch einfachere Varianten existieren, die trotzdem funktionieren (Blutgerinnungskaskade) oder eine andere Funktion haben (Flagellum). In der Neuauflage von „Darwins Black Box“ bezieht Behe in einem zusätzlichen Nachwort Stellung dazu, in seinen Augen wurde dabei nicht strikt nach seiner Definition der irreduziblen Komplexität verfahren. Miller ginge davon aus, dass keines der Bauteile des Systems eine Funktion aufweisen darf. Behe ist aber der Auffassung, dass dies nur für die Gesamtfunktion des Systems der Fall sein müsse. Daher träfe Millers Argument (für Teile der Struktur kann eine Funktion in einem anderen Zusammenhang aufgezeigt werden) Behes Definition nicht. Behe machte klar, dass für ihn als Widerlegung nur die vollständige Entstehung der von ihm angegebenen Systeme unter Laborbedingungen in Frage kommt.

## Charles Darwin und das Entstehen komplexer Organe
Argumente gegen die Evolution, welche von dem Gedanken irreduzibler Strukturen und vom Fehlen möglicher funktionaler Zwischenstufen ausgehen, sind schon sehr alt, auch wenn die dabei verwendete Definition nicht der heutigen von Behe entspricht.
Bereits Charles Darwin ist auf Einwände gegen seine Theorie eingegangen, die denen ähneln, die heute unter dem Begriff der „nichtreduzierbaren Komplexität“ vorgebracht werden. Im sechsten Kapitel, Schwierigkeiten der Theorie, seines Buches Die Entstehung der Arten, in dem er vorwiegend potentielle Verständnisschwierigkeiten seiner Leser behandelt, schreibt er:

„Ließe sich irgend ein zusammengesetztes Organ nachweisen, dessen Vollendung nicht möglicherweise durch zahlreiche kleine aufeinanderfolgende Modifikationen hätte erfolgen können, so müßte meine Theorie unbedingt zusammenbrechen. Ich vermag jedoch keinen solchen Fall aufzufinden.“

Schon Darwin hat im selben Kapitel seines Buches solche Einwände letztlich als Argumente aus mangelnder Vorstellungskraft zurückgewiesen:

“He who will go  thus far, ..., ought not to hesitate to go further, and to admit that a structure even as perfect as the eye of an eagle might be formed by natural selection, although in this case he does not know the transitional grades. His reason ought to conquer his imagination;...”

„Jemand, der so weit gehen wird, ..., sollte nicht zögern, weiter zu gehen und azunehmen, dass auch eine so komplexe Struktur wie das Auge eines Adlers durch natürliche Selektion entstanden sein könnte, obwohl er in diesem Fall die Übergangsformen nicht kennt. Seine Vernunft sollte die Überhand über seine Vorstellungskraft gewinnen;..“

Auch hat er bereits darauf hingewiesen, dass Organe im Verlauf ihrer Entwicklung komplett unterschiedliche Funktionen haben können.

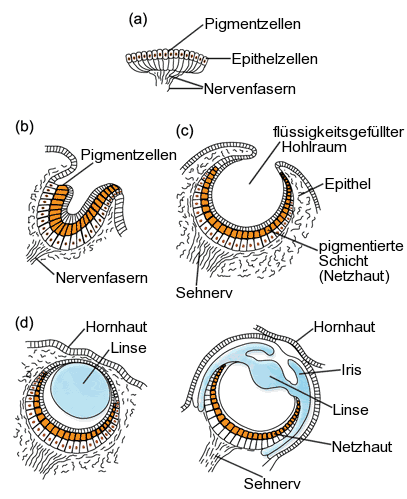
Obwohl von Anhängern wie Sarfati als Beispiel für nichtreduzierbare Komplexität genannt, ist das Wirbeltierauge als klassisches Beispiel einer Progressionsreihe aus einfacher gebauten Zwischenstadien hervorgegangen
(a) Pigmentfleck
(b) Einfache pigmentierte Vertiefung
(c) Augenbecher der Seeohren
(d) kompliziertes Linsenauge von Meeresschnecken

## Kritik
Die Evolutionsbiologen halten das Konzept für unbrauchbar und voreingenommen: Wer die Hypothese aufstelle, ein System könne nicht in mehrere Etappen evolvieren, müsse nicht nur alle möglichen „Pfade“ der Entwicklung kennen, sondern auch zeigen können, dass das betreffende System unter den einst herrschenden Randbedingungen nicht zur Funktionsreife gelangen konnte. Dieser Nachweis steht bis heute aus. Außerdem folgt aus Behes Definition irreduzibel komplexer Merkmale lediglich, dass die schrittweise Entstehung der einzelnen Strukturproteine des Merkmals in Bezug auf die Endfunktion des Systems nicht positiv selektierbar ist. Es wäre jedoch ein Fehlschluss, anzunehmen, dass irreduzierbar komplexe Strukturen nur auf diesem „direkten Weg“ und nicht in mehreren Etappen aufgebaut werden könnten.
Zunächst ist es oft gar nicht nötig, viele unabhängige Mutationen zu kumulieren, um ein System kooperativ umzubauen. Im Gegenteil, viele Mutationen verändern mehr oder minder das ganze System. Sollten nun einige oder die meisten Komponenten irreduzibel komplexer Merkmale bereits in anderen Kontexten evolviert sein und sich in einem Schritt so zusammenlagern, dass eine neue Funktion entsteht, wären die Voraussetzungen der Evolutionsgegner irrelevant. Zudem können Merkmale auch eine Doppelfunktion besitzen, so dass die langfristige positive Bewertung der einen Funktion die irreduzible Struktur auf einem Nebenweg zur Funktionsreife bringen könnte. Wie dies vor sich gehen könnte, wurde vielfach theoretisch erläutert z. B. von Orr; diese Autoren bringen dafür jedoch keine experimentellen Belege. Die Informationstheoretikerin Suzanne Sadedin stellte eine auf Behes Definition beruhende Simulation vor, in der geometrische Objekte nach 6 und mehr Generationen irreduzibel-komplexe Eigenschaften entwickelten. Die Objekte evolvierten dabei über den „Umweg“ komplexerer, aber reduzibler Strukturen, welche multifunktional waren.
In jüngster Zeit konnte sogar in bestimmten Zuchtlinien von Heterosis-Saatmais die Entstehung nicht-reduzierbar komplexer Porenkomplexe nachvollzogen werden. So wurde im Genom der Mitochondrien des Texas Male-Sterile Maize ein komplett neues Gen gefunden, welches für die Sterilität verantwortlich war. Seine Entdecker nannten es T-urf13. Dieses Gen codiert für ein Transmembranprotein, welches als nicht-reduzierbar komplexer, ligandengesteuerter Ionenkanal fungiert.
Die eigentliche Argumentationsweise unter Verwendung von „irreduzibler Komplexität“ in mikrobiologischen Systemen ist nicht neu und spezifisch für die Intelligent-Design Bewegung. So finden sich in Publikationen der Kreationisten Henry Morris (1974, 'Scientific Creationism') sowie Thaxton, Bradley und Olsen (1984, 'The Mystery of Life's Origin. Reassessing Current Theories') im Wesentlichen identische Argumentationsweisen, wie in der heutigen ID-Bewegung. Dies wird von Kritikern als einer von mehreren Belegen gesehen, dass die Intelligent-Design-Bewegung ein Teil des Kreationismus darstellt und nur durch die Verwendung von neuen Benennungen für alte Argumente versucht wird, aus strategischen Gründen eine Distanz zum Kreationismus vorzuspiegeln.
Michael Behe wird zudem vorgeworfen, seine Hypothese mit einer Motte-and-Bailey-Argumentation zu verteidigen. Wenn er Widerspruch bekommt, wechsle er auf ein schwächeres Argument und führe an, dass manche biologische Systeme aufhörten zu funktionieren, wenn man ein oder mehrere Teile daraus entferne. Dies sei eine triviale Beobachtung, welche aber nicht die ursprüngliche Behauptung stütze und nicht die Evolutionstheorie widerlege.

## Bedeutung in Wissenschaft und Politik
Bislang konnte keine nichtreduzierbar komplexe Struktur nachgewiesen werden, deren Entstehung durch natürliche Mechanismen nachweislich ausgeschlossen werden konnte. Hier wären jedoch die Intelligent-Design-Vertreter in der Beweislast, wenn sie die Idee nichtreduzierbar komplexer Strukturen als Ausgangspunkt der Argumentation für einen Designer verwenden wollen. Daneben gibt es aber auch prinzipielle Einwände philosophischer Natur gegen diese Art von Argumentation, so etwa die klassische Kritik David Humes am Design-Argument oder auch sein Argument gegen ein rational gerechtfertigtes Glauben an Wunder. Deswegen gilt das Argument für Design unter Bezugnahme auf irreduzible Komplexität als erkenntnistheoretisch irrelevant.
Der Begriff der nichtreduzierbaren Komplexität ist ein zentraler inhaltlicher Bestandteil des unter dem Schlagwort Intelligent Design propagierten Gedankengebäudes, welches vor allem in den USA weitverbreitet ist und dort besonders von der religiösen Rechten politische Unterstützung erfährt. Kritiker werfen der Intelligent-Design-Bewegung vor, ein aus taktischen Gründen verschleierter Kreationismus zu sein und primär religiös motivierte Ziele hinter einer scheinbar wissenschaftlichen Theorie zu verbergen.